# NH (société de médias)
Pour les articles homonymes, voir NH.
NH, auparavant RTV Noord-Holland (abrégé en RTV NH), est une entreprise néerlandaise, basée à Amsterdam qui regroupe une station de radio et une chaîne de télévision généralistes locales. 
Comme leur nom l'indique, elles sont principalement destinées aux habitants de Hollande-Septentrionale, où se trouvent les villes de Haarlem, Hilversum, Alkmaar, Zaandam, Hoorn, et la capitale du pays, Amsterdam. Les contenus de la chaîne et de la station varient entre l'actualité, les journaux télévisés, et les émissions culturelles. Le siège social de l'entité est situé à proximité de celui de la chaîne locale de la ville d'Amsterdam, AT5.